# CSM Oltenița
Clubul Sportiv Municipal Oltenița, cunoscut pe scurt ca CSM Oltenița sau simplu Oltenița, este o echipă de fotbal din Oltenița, județul Călărași. Echipa evoluează în prezent în Liga a IV-a – Județul Călărași, al patrulea nivel al sistemului competițional din fotbalul românesc.
Fondată în 1948 sub numele Șantierul Naval Oltenița, echipa a devenit o prezență constantă în diviziile a doua și a treia ale fotbalului românesc între 1965 și 2022. După o perioadă marcată de instabilitate financiară și rezultate în scădere, și-a încetat activitatea și a fost declarată falimentară în 2005. Fotbalul a revenit în oraș în 2012, când echipa a fost reînființată sub numele CSM Oltenița, fiind parte a clubului sportiv de drept public administrat de Primăria Oltenița.

## Istoric

### Fondare, ascensiune și apogeu (1948–1992)
Activitatea fotbalistică în Oltenița datează cel puțin din anul 1936, când o echipă locală cunoscută sub numele Venus–Paza Dunării disputa meciuri amicale regionale. Formată din jucători amatori precum Vasile Hociotă, Gică Moise, Iancu Vardianu, Mielu Trifan, Emil Marcovschi sau Jean Ionescu, aceasta reușea să atragă interesul comunității locale, marcând astfel o etapă timpurie în dezvoltarea fotbalului organizat în oraș.
Echipa Șantierul Naval Oltenița a fost înființată în 1948, odată cu dezvoltarea activității industriale din zonă, reprezentând muncitorii din cadrul șantierului naval. În primii ani, formația a evoluat în campionatele raionale și regionale, organizate sub egida regiunii București, devenind treptat o prezență constantă în competițiile locale.
După mai multe sezoane în care a ocupat poziții fruntașe în clasamentele regionale, Navaliștii au câștigat Campionatul Regional București în sezonul 1964–65 și au promovat în Divizia C, în urma barajului disputat împotriva formației Oltul Râmnicu Vâlcea, câștigătoarea Campionatului Regional Argeș (1–0 și 1–1).
În Divizia C, echipa antrenată de Vasile Copil a fost repartizată în Seria Sud, unde a încheiat sezonul 1965–66 pe locul 6, apoi a ocupat locul 8 în 1966–67 și locul 5 în 1967–68. În urma unei restructurări a celei de-a treia divizii, formația a fost mutată în Seria a III-a, unde a terminat pe locul 3 în sezonul 1968–69, înainte de a câștiga seria în campionatul următor. Promovarea în Divizia B a fost obținută după ce echipa s-a impus în barajul de promovare desfășurat la Brașov, unde a terminat pe primul loc într-o grupă din care mai făceau parte CFR Pașcani, Metalul Plopeni și Autobuzul București. Din lotul care a contribuit la această performanță au făcut parte jucători precum Grădișteanu, Șerban Ion, Dima, Chivu, Vasilescu, Cîmpeanu, Stamanichi, Eftimescu, A. Constantin, Enculescu, Pătracă, Meluță, Gh. Niță, Lungu și Mănilă.
Oltenițenii au evoluat următoarele șapte sezoane în eșalonul secund al fotbalului românesc. Inițial parte a Seriei I, SNO s-a clasat pe locul 11 în sezonul 1970–71, condusă de Constantin Popescu în prima parte și de Gheorghe Staicu în partea a doua. În sezonul următor, sub conducerea lui Vasile Copil, echipa a obținut cel mai bun rezultat în divizia a doua, clasându-se pe locul 3. Sezonul 1972–73 s-a încheiat cu un loc 6, sub conducerea lui Ion Merlan.
După o altă schimbare structurală în campionat, echipa a fost mutată în Seria a II-a. În 1973–74, Merlan a condus Oltenița pe locul 13 și a avut un parcurs notabil în Cupa României, ajungând în optimile de finală după ce a eliminat Dinamo București cu 1–0 pe Stadionul Municipal din Giurgiu, înainte de a fi eliminată de SC Tulcea, cu scorul de 0–3, într-un meci disputat la Fetești. Din lotul echipei făceau parte, printre alții, Grădișteanu, Florea, Baltag, Păunescu, Ratcu, Mușat, Viciu, Dima, Fildiroiu, Enculescu, Meluță, Buburuz, Răducanu și Stamanichi.
În sezonul următor, echipa s-a clasat pe locul 9, fiind antrenată de Iuliu Uțu, iar în 1975–76, când a fost pregătită de N. Ceavdaridis, a terminat pe locul 13. În 1976–77, conduși de pe bancă de Ștefan Vasile, Navaliștii au încheiat pe locul 17, ceea ce a dus la retrogradarea în Divizia C.
În ciuda retrogradării suferite, SNO a reușit să obțină promovarea imediată, câștigând Seria a V-a în sezonul 1977–78, sub conducerea lui Gheorghe Făiniță. Lotul echipei cuprindea jucători precum Grădișteanu, Stamate, Iordache, Vînătoru, Lungu, Nica, Petrescu, Răducanu, Ratcu, Oprea, Florea, Mînaru, Dumitrache, Duță, Pătracă, Mîndru și Bratu. Revenirea în divizia a doua a fost însă de scurtă durată, întrucât, sub îndrumarea antrenorului Radu Jercan, Navaliștii au terminat pe locul 17 în Seria a II-a a campionatului Diviziei B din sezonul 1978–79 și au retrogradat din nou.
În anii care au urmat, echipa nu a mai atins performanțele anterioare, menținându-se însă constant în mijlocul clasamentului Diviziei C. Astfel, în sezoanele 1979–80, 1980–81 și 1981–82 a ocupat poziții moderate, terminând pe locurile 6, 7, respectiv 5. Sezonul 1982–83 a fost aproape de promovare, când echipa a încheiat pe locul 2 în Seria a IV-a, la egalitate de puncte cu Unirea Slobozia, însă a ratat accederea în eșalonul secund la golaveraj. Ulterior, echipa a înregistrat rezultate mai modeste, cu clasări la mijlocul sau în partea inferioară a clasamentului, ocupând locul 8 în 1983–84, locul 9 în 1984–85, locul 7 în 1985–86 și locul 5 atât în 1986–87, cât și în 1987–88. În sezonul 1988–89 a coborât până pe poziția 13. Totuși, în următorii doi ani, formația a reușit să-și îmbunătățească parcursul, terminând pe locurile 7 și 6 în edițiile 1989–90 și 1990–91 ale Diviziei C.

### Instabilitate și declin (1992–2005)
În sezonul 1991–92, în ciuda ocupării locului 7 în Seria a V-a, echipa a retrogradat ca urmare a unei reforme structurale a sistemului competițional, care a redus numărul echipelor din Divizia C și a păstrat în competiție doar primele patru clasate din fiecare serie. Cu toate acestea, echipa Șantierului Naval Oltenița a fuzionat cu Unirea Tricolor București, un club distinct de echipa istorică dizolvată în 1958. Clubul cu sediul în București a fost mutat la Oltenița și a fuzionat cu ISCIP Ulmeni și ȘN Oltenița, formând o nouă entitate sub denumirea Unirea Tricolor Oltenița, apoi Navol Unirea Oltenița.
Această echipă nou formată a evoluat în Seria a II-a a Diviziei C timp de două sezoane, terminând pe locul 10 în 1992–93 și pe locul 15 în sezonul următor. De asemenea, Unirea Tricolor a reușit să ajungă în șaisprezecimile Cupei României în sezonul 1992–93, unde a pierdut cu 0–0 (după prelungiri), 7–8 la loviturile de departajare, în fața echipei Petrolul Ploiești. Fuziunea s-a dizolvat la scurt timp după aceea. Unirea Tricolor s-a întors la București, păstrându-și locul în Divizia C, în timp ce echipa din Oltenița a fost redenumită Navol Oltenița, reflectând noul nume al șantierului naval local, și a fost înscrisă în Divizia D – Călărași.
Navol Oltenița a evoluat două sezoane în campionatul județean înainte de a promova înapoi în Divizia C la sfârșitul sezonului 1995–96. Echipa a câștigat Divizia D – Călărași și a învins Abatorul Slobozia, câștigătoarea Diviziei D – Ialomița, în barajul pentru promovare, câștigând ambele manșe cu 2–0 și 3–1. Navaliștii au evoluat în Seria a II-a a Diviziei C, terminând pe locul 13 în sezonul 1996–97, pe locul 9 în 1997–98 și pe locul 17 în 1998–99, când au retrogradat în a patra divizie.
În următoarele sezoane, Navol a evoluat în divizia a patra, având ca obiectiv promovarea. Echipa a câștigat campionatul județean în sezonul 2000–01, dar a pierdut barajul pentru promovare împotriva Oil Terminal Constanța, câștigătoarea Diviziei D – Constanța, cu 0–1 după prelungiri.
În 2004, Navol a cumpărat locul în Divizia C de la nou-promovata Venus Independența, un alt club din județul Călărași. Echipa, antrenată de Adrian Cristea, a terminat pe locul 7 în Seria a III-a a sezonului 2004–05 al diviziei a treia. Cu toate acestea, problemele financiare, agravate de privatizarea și declinul Șantierului Naval Oltenița, au devenit insuportabile în 2005, când clubul a fost declarat falimentar și și-a încetat activitatea. A urmat astfel cea mai întunecată perioadă din istoria fotbalului oltenițean, o perioadă de șapte ani în care clubul a rămas doar o amintire, iar stadionul a devenit o ruină.

### Renaștere și epoca modernă (2012–prezent)
După renovarea stadionului în 2011, echipa a fost reînființată în 2012 de către municipalitatea locală, sub numele de CSM Oltenița, parte a clubului polisportiv de drept public cu același nume. Noua entitate a fost înscrisă în Liga a V-a – Călărași, al cincilea nivel al sistemului de ligi de fotbal din România și al doilea eșalon județean din județul Călărași.
CSM Oltenița a obținut promovarea la finalul sezonului 2012–13, după ce a câștigat seria din care a făcut parte. În ediția 2013–14 a Ligii a IV-a – Călărași, echipa a încheiat campionatul pe locul 6, sub conducerea antrenorului Virgil Bogatu. În sezonul următor, Oltenița, avându-l în continuare pe Bogatu pe banca tehnică, a câștigat campionatul județean și a promovat în Liga a III-a, profitând de retragerea din barajul de promovare a formației FC Chitila, campioana județului Ilfov.
Odată promovată, CSM Oltenița a fost repartizată în Seria a II-a a Ligii a III-a. Sezonul 2015–16 a început cu Virgil Bogatu în funcția de antrenor principal, însă acesta a fost înlocuit în luna octombrie de Daniel Iftodi, care a condus echipa până la finalul campionatului, încheiat pe locul 10. În ediția 2016–17, Oltenița s-a clasat pe locul 9, sub conducerea lui Valentin Negru, care a părăsit echipa la jumătatea sezonului următor. În locul său a fost numit Vasile Caciureac, sub comanda căruia echipa a încheiat din nou pe locul 10.
Sezonul 2018–19 a început cu Gabriel Radu în postura de antrenor principal, însă rezultatele slabe din prima parte a campionatului au dus la înlocuirea sa cu Augustin Călin. Schimbarea nu a fost însă suficientă pentru a redresa parcursul echipei, iar Oltenița a încheiat sezonul pe locul 14, ceea ce a dus la retrogradarea în divizia a patra.

## Stadion
CSM Oltenița joacă meciurile de acasă pe  Stadionul Municipal, cu o capacitate actuală de circa 2.500 de locuri. În trecut, stadionul putea găzdui până la 10.000 de spectatori, dar degradarea suferită în perioada de abandon a redus capacitatea.
Un moment tragic a avut loc pe 5 octombrie 2000, când jucătorul Cătălin Hîldan a decedat pe acest stadion, în timpul unui meci amical dintre Dinamo București și formația locală.

## Palmares
Liga III
- Campioană (2): 1969–70, 1977–78
- Vicecampioană (1): 1982–83

Liga a IV-a Călărași
- Campioană (3): 1995–96, 2000–01, 2014–15

Campionatul Regional București
- Campioană (1): 1964–65

Liga a V-a Călărași
- Campioană (1): 2012–13

## Foști antrenori
- Vasile Copil (1965–1970)
- Constantin Popescu (1970)
- Gheorghe Staicu (1971)
- Vasile Copil (1971–1972)
- Radu Jercan (1978–1979)
- Virgil Bogatu (2014–2015)
- Daniel Iftodi (2015–2016)
- Valentin Negru (2016–2017)
- Vasile Caciureac (2018)
- Augustin Călin (2019)